# Ozorai Imre
Ozorai Imre (Ozora, 1500/1510 körül – 1550 előtt) az első magyar reformátorok egyike, a református vallásos értekező próza egyik első képviselője.

## Élete
Ozorán (Tolna vármegyében) született; papnak készült és a reformáció híve lett. Mikor a krakkói egyetemről, melyre az 1530. év téli félévében, s a wittenbergiről, melyre 1531-ben iratkozott be, visszatért, azonnal a protestantizmus érdekében kezdett működni s mint békési lelkész Békés, Bihar és Zaránd vármegyék összeszögellő vidékein Luther tanait hirdette.

## Művei
De Christo, et ejus Ecclesia, Item de Antichristo, eiusque Ecclesia. Krakkó, 1535. (Csak négy példánya ismeretes, melyek mindegyike csonka; címlevele egyiknek sincs meg, és így a valódi cím már nem határozható meg. A könyv teljesen magyar szövegű, latin címe a szöveg kezdete fölé nyomott föliratból származik. A legteljesebb példány a Magyar Tudományos Akadémiáé; ennél csonkább a Magyar Nemzeti Múzeum példánya; a harmadik ennél is csonkább Nagy István könyveivel a British Museumba került; legcsonkább a nagyenyedi evangélikus református kollégiumé.)
Ezen munkából Ozorai szentírás-fordításai címmel idézeteket közöl az Irodalomtörténeti Közlemények (1896. 290-308. l.), összehasonlítva azokat a latin szöveggel és Pesti Gábor Újtestamentum-fordításával.
- Ozorai Imre vitairata. Krakkóban nyomtatta Victor Jeromos 1535; sajtó alá rend. Varjas Béla, tan. Nemeskürty István; hasonmás kiad.; Akadémiai, Bp., 1961 (Bibliotheca Hungarica antiqua)
- Az Christusrul és az ű egyházárul, ësmét az Antichrisztusrul és az ű egyházárul. Ozoray Imre pap szërzëtte; szöveggond., előszó Pusztai Tamásné; Kálvin János Társaság, Bp., 2002